# Lutjanus jocu
Lutjanus jocu là một loài cá biển thuộc chi Lutjanus trong họ Cá hồng. Loài này được mô tả lần đầu tiên vào năm 1801.

## Từ nguyên
Từ định danh jocu bắt nguồn từ Jocú, tên thường gọi của loài cá này tại Cuba, được cho là nơi mà mẫu định danh được thu thập.

## Phân bố và môi trường sống
L. jocu có phân bố rộng rãi dọc Tây Đại Tây Dương, từ bang Massachusetts (Hoa Kỳ) băng qua vịnh México (ngoài khơi bang Texas và từ bang Veracruz dọc theo bán đảo Yucatán) đến khắp biển Caribe, dọc theo bờ biển Nam Mỹ đến bang São Paulo (Brasil).
Mặc dù có nhiều báo cáo về việc đưa L. jocu vào vùng biển Bermuda, không có bất kỳ mẫu vật nào được thu thập hay nhìn thấy tại đó. Nhiều cá thể L. jocu lang thang đã được ghi nhận ở các đảo phía đông Đại Tây Dương, bao gồm São Pedro và São Paulo, đảo Ascension, phía nam đảo Príncipe và Tinhosa Grande gần đó. Không những thế, L. jocu đã được phát hiện ở biển Ligure (phía tây bắc trong Địa Trung Hải), là ghi nhận đầu tiên của loài này tại Địa Trung Hải.
L. jocu sống trên nền đáy đá hoặc rạn san hô, được tìm thấy ở độ sâu độ sâu ít nhất là 150 m (thường thấy trong khoảng từ 5 đến 30 m). Cá con thường gặp hơn ở vùng cửa sông hoặc vũng thủy triều, đôi khi tiến thẳng vào sông.

## Mô tả
Chiều dài cơ thể lớn nhất được ghi nhận ở L. jocu là 128 cm, thường bắt gặp với chiều dài trung bình khoảng 60 cm.
Lưng và thân trên có màu ô liu nâu, có khi xuất hiện các vạch màu nhạt, thân dưới và bụng màu đỏ nhạt; toàn thân ánh màu đồng. Một sọc xanh ngọc lam nằm dưới mắt (đứt đoạn thành hàng chấm khi trưởng thành), băng ngang nắp mang; dưới mắt cũng đôi khi có vệt tam giác nhạt màu. Các vây đỏ.
Số gai ở vây lưng: 10; Số tia vây ở vây lưng: 13–14; Số gai ở vây hậu môn: 3; Số tia vây ở vây hậu môn: 8; Số tia vây ở vây ngực: 16–17; Số vảy đường bên: 46–49.

## Sinh thái

### Thức ăn
Thức ăn của L. jocu trưởng thành bao gồm cá nhỏ và nhiều loài thủy sinh không xương sống khác là giáp xác và chân đầu.
Ở cửa sông Curuçá (Brasil), nguồn thức ăn quan trọng nhất của cá con là các loài giáp xác họ Penaeidae, Grasidae và Porcellanidae. Chế độ ăn của L. jocu con có sự khác biệt tùy theo mùa. L. jocu con trong mùa khô (tháng 9 và tháng 11) và chuyển tiếp mùa mưa (tháng 1) ăn nhiều đáng kể các loài tôm Penaeidae; cá thể vào mùa mưa (tháng 3 và tháng 5) và chuyển tiếp mùa khô (tháng 7) ăn chủ yếu là cua Grasidae.

### Sinh sản
Mùa sinh sản của L. jocu diễn ra trong suốt tháng 3 ở vùng đông bắc Caribe, nhưng có thể diễn ra cả vào tháng 11 ở Jamaica.
Ở quần đảo Virgin thuộc Mỹ, L. jocu bắt đầu hợp thành nhóm lớn khoảng trên 40 cá thể vào tháng 2 và đạt đỉnh điểm vào tháng 3. Kích thước quần thể giảm sau tháng 3, nhưng vẫn lớn hơn 250 con cho đến tháng 6. Một đàn khoảng 500 cá thể được quan sát vào tháng 10 cho thấy mùa sinh sản kéo dài từ suốt mùa hè cho đến mùa thu.
Ở quần đảo Abrolhos (ngoài khơi bang Bahia, Brasil), đỉnh điểm sinh sản của L. jocu rơi vào khoảng tháng 6 đến tháng 10. Ở Cuba thì L. jocu sinh sản quanh năm, nhưng chỉ hợp thành đàn sinh sản lớn vào khoảng tháng 7 đến tháng 8.

### Tuổi thọ
Tuổi thọ lớn nhất mà L. jocu đạt được tính đến hiện tại là 33 năm, thuộc về cá thể ở bờ Đông Nam Hoa Kỳ. Ở quần đảo Abrolhos, cá thể có tuổi đời lớn nhất được ghi nhận là 29 năm. Vài cá thể ở bờ đông bắc Brasil cũng có thể đạt đến độ tuổi 20–25 năm.

## Giá trị
Mặc dù được xem là một loại cá thực phẩm ở một số quốc gia như Puerto Rico, Belize, Honduras, Jamaica, Cuba, Brasil và Hoa Kỳ, L. jocu được ghi nhận là có mang độc tố ciguatoxin gây ngộ độc ciguatera, nên hầu như không có bất kỳ hoạt động đánh bắt loại cá này ở phần lớn khu vực Tiểu Antilles.
Ở Brasil, L. jocu đang phải đối mặt với tình trạng đánh bắt quá mức. Sự phát triển khu vực ven biển có thể đe dọa đến sự tồn tại của cá con vì chúng ưa sống ở các vùng nước nông và vùng ngập mặn gần bờ.